# Marschynzi
Marschynzi (ukrainisch Маршинці; russisch Маршинцы Marschinzy, rumänisch Marșinița oder Marșineți) ist ein Dorf in der West-ukrainischen Oblast Tscherniwzi.
Das Dorf an der Grenze nach Rumänien liegt im Norden der historischen Region Bessarabien und hat etwa 4620 Einwohner.

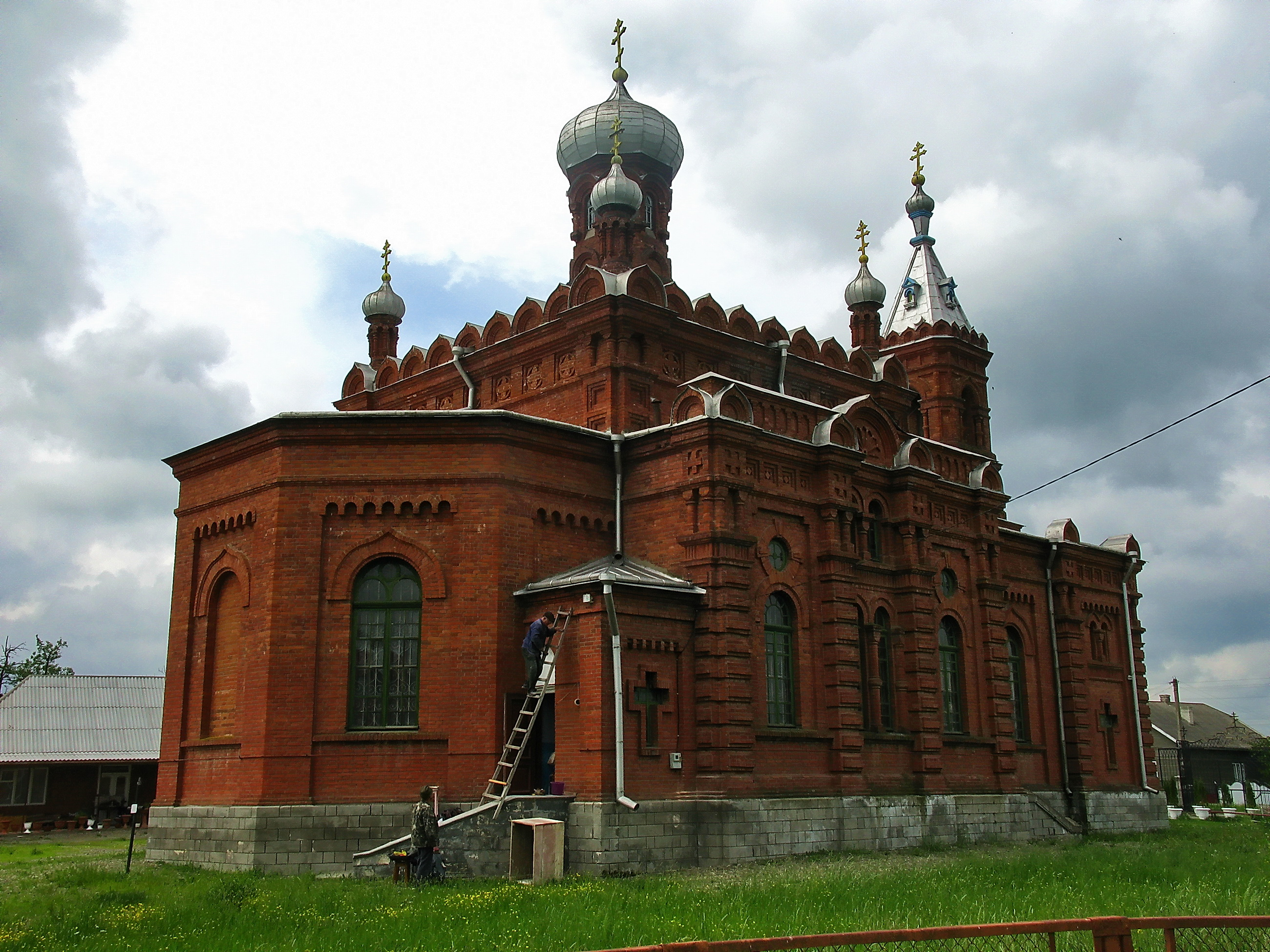
Kirche im Ort

Am 1. September 2017 wurde das Dorf ein Teil neu gegründeten Stadtgemeinde Nowoselyzja im Rajon Nowoselyzja, bis dahin bildete es die Landratsgemeinde Marschynzi (Маршинецька сільська рада/Marschynezka silska rada) im Süden des Rajons.
Seit dem 17. Juli 2020 ist der Ort ein Teil des Rajons Tscherniwzi.

## Persönlichkeiten
- Sofija Rotaru (* 1947), ukrainische Popsängerin
- Natalija Lupu (* 1987), ukrainische Mittelstreckenläuferin